# Bar Bahar
Bar Bahar: entre dos mundos (en árabe: بَر بَحَر, en hebreo: לא פה, לא שם, internacionalmente In Between) es una película franco-palestina escrita y dirigida por Maysaloun Hamoud, estrenada en 2016 en el Festival de Cine de Toronto.

## Argumento
Laila, una abogada y Salma, una DJ, conocen a Noor, una estudiante informática. Las tres chicas son compañeras de cuarto y disfrutan la vida en Tel Aviv, en contraste con las limitaciones en los hogares de cada una. Una de las chicas tiene un prometido que no le gusta, otra es lesbiana, pero a pesar de las diferencias, las tres buscan resolver sus conflictos al mismo tiempo que buscan su propia libertad y autodeterminación. Las tres chicas viven la vida a su manera, luchando contra los modelos de conducta tradicional y prejuicios de la sociedad.

## Elenco
- Mouna Hawa como Laila, una abogada de familia musulmana nacida en Nazaret.
- Shaden Kanboura como Noor, una estudiante de informática musulmana en la Universidad de Tel Aviv.
- Sana Jammelieh como Salma, una chica lesbiana que trabaja de DJ en un restaurante. Viene de una familia cristiana y no aceptan sus preferencias.

## Producción

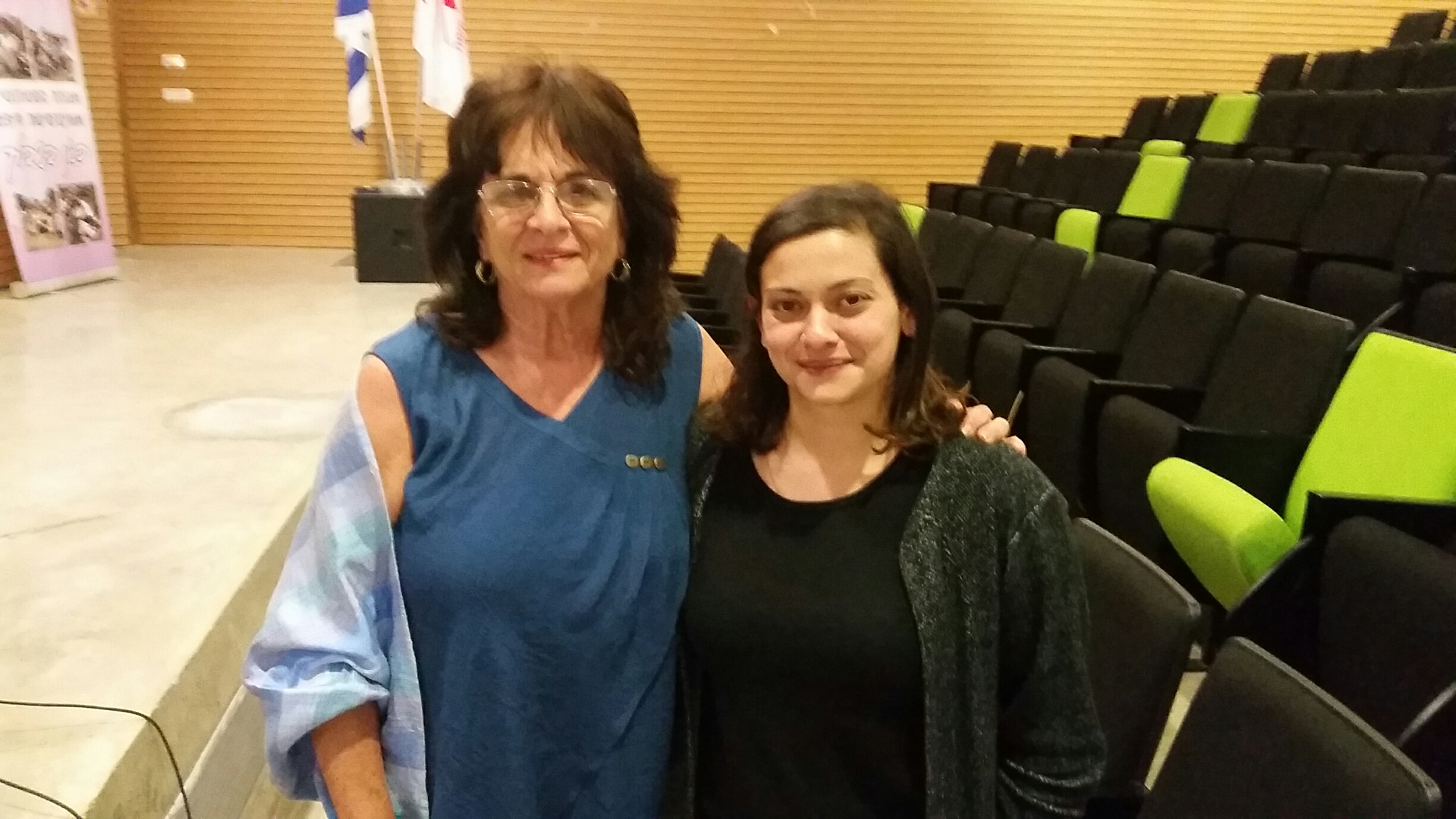
La actriz Shaden Kanboura (derecha) y Ofra Rimon en una proyección de la película.

El proyecto de producción fue presentado por el productor Shlomi Elkabetz y la directora Maysaloun Hamoud en el evento Pitch Point de Jerusalén en 2015. Recibió fondos de Israel Film Fund para la realización.

## Recepción crítica
La película fue declarada haram (prohibida) por el alcalde de Umm al-Fahm, una ciudad del distrito de Haifa, en Israel. Una fetua (pronunciamiento legal) fue emitida contra la directora por la temática de la cinta.

## Premios
Se estrenó en el Festival Internacional de Cine de Toronto de 2016, y el jurado le otorgó a la cinta el Premio NETPAC como mejor película asiática internacional.
En el Festival de Cine de San Sebastián de 2016 ganó tres premios: el Premio EROSKI de la juventud, el Premio TVE (Otra mirada) y el Premio Sebastiane.
En el Festival Internacional de Cine de Haifa ganó el Premio Danny Lerner como mejor ópera prima, y las tres protagonistas ganaron el Premio Fedora al mérito artístico.
En los Premios Ophir de 2017 la cinta fue candidata en 12 categorías, ganando los premios a la mejor actriz y a la mejor actriz secundaria.